# 宋化泉水库
宋化泉水库，位于中华人民共和国山东省青岛市即墨区北安街道，流浩河及其支流周戈庄河上游。 水库总容量2850万立方米，兴利库容1534万立方米。大坝全长7050米，属黑粘 土均质坝， 其中主坝长4550米，最大坝高12米，坝顶高程45.97米，宽5米；副坝长2500米，平均坝高与坝顶宽各5米，坝顶高程45.86米，主副坝迎水面都以干砌石护坡。设计灌溉面积2.25万亩，核实面积2.33万亩，可为流浩河中、下游削减洪峰16%~87%。